# ایرج زبردست
ایرج زبردست (زاده ۱۳۵۳ شیراز) شاعر و رباعی سرای معاصر ایرانی است.

## نمونه شعر

ایرج زیردست رباعی تصویری

یکباره جهان سر به گریبان گم شد
هر ثانیه در هجوم عصیان گم شد
یکباره دهان آفرینش واماند
ابلیس اناالحق زد و انسان گم شد
- از راز عبور با خبر می‌گردند

آغاز ادامه‌ای دگر می‌گردند
ای کاش یکی در این میان می‌دانست
جز باد همه به خانه بر می‌گردند
شاید که زمان نباشد و من باشم
پیدا و نهان نباشد و من باشم
شاید نه زمین نه ماه باشد روزی
شاید که جهان نباشد و من باشم

## ایرج زبردست از نگاه دیگران
سیمین بهبهانی:

ایرج زبردست و سیمین بهبهانی

چه بهتر که نامت را جامهٔ حضورت کنم و کردم. نخستین بار که یک رباعی از تو خواندم حس کردم سیبی خوش رنگ و بو را آزموده‌ام که عطری دیگرگون دارد. چند گاهی که گذشت، بیشترِ شعرهایت را که در قالب رباعی سروده بودی به وسیله‌تلفن، یا حضوری، برایم خواندی. امروز تو را در شیوه‌دلخواهت بسیار بسیار موفق می‌بینم.
رباعی قالبی دارد، با وزنی نرم و انعطاف‌پذیر که تغییر رکن‌های آن را، نظر به هجاهای آخر مصراع‌ها (خواه کوتاه یا کشیده) بیست و چهار گونه شمار کرده‌اند. البته، این تغییرات آن قدر دلپذیر و نرمند که گوش در وهله اول متوجه آنها نمی‌شود، اما از ملال یکسانی نواخت (ریتم) می‌کاهد. از همین رو، یک نمودار وزنی تقریبی برای آن مشخص کرده‌اند که همان جمله (لا حول و لا قوّه الا به الله) است. واین خوداشارتی است بر شگفتی از این تنوع. اما شرط پسند و پذیرش این گونه شعر داشتن پیام و درون مایه‌ای والا در ظرفیتی چنین کوچک است. نکته‌دیگر آن که چهارمین مصراع رباعی باید گویای آن پیام و درون مایه باشد و طبیعی است که الهام آن مصراع نیز پیش از سه مصراع دیگر آشکار می‌شود. بی سوادی ات را رها کن. این جاست که شاعر باید، برای تلقین بهتر الهام خود، سه مصراع دیگر را بپردازد یا بهتر بگویم بیافریند. چنین است که، برای نمونه رباعی‌های اندک خیام با دیوان‌های بزرگان شعر، هم‌ارج می‌شود. ایرج زبردست عزیز، به تو تبریک می‌گویم که توانسته‌ای یک تنه نفسی تازه در این قالب کهن بدمی و هم‌زمان نظر تحسین حیرت و قبول اهل شعر را متوجه سروده‌های خود کنی و هنوز این آغاز راه است. گام‌های بعدی تو را برای پیمودن این راه دشوار پرتوان‌تر می‌خواهم. فراموش نکن که مصراع چهارم عروسی است که تاج و تور و جامه‌ای برازنده اندام خود می‌خواهد و تو تا این‌جا توانسته‌ای این عروس را به آنچه شایسته اوست خرسند کنی و بیارایی.
جوانهٔ نو بر درخت کهن، ادامه زندگی است.
مجلهٔ نافه، شمارهٔ ۲، تیرماه ۱۳۸۹
منوچهر آتشی:
رباعیات ایرج زبردست با شگردهای تازه‌ای که در پایان‌بندی‌های زیرکانه‌ای که به آن‌ها می‌دهد و گاه عمیقاً ما را غافلگیر می‌کند، به تعبیری، نوعی دیگر از شعر نو می‌توان نامیدشان که نکته‌سنجی‌ها و انفجار حسن و زیبایی، بهترین آرایه و تأییدکنندهٔ آن‌هاست:
ای صبح نه آبی نه سپیدیم هنوز
در شهر امید نا امیدیم هنوز
دیدی که چه کرد دست شب با من و تو؟
در باز و به دنبال کلیدیم هنوز

مجموعه رباعی «باران که بیاید همه عاشق هستند» چاپ هشتم، ۱۳۹۴
هوشنگ‌ابتهاج (هـ. الف. سایه):

ایرج زبردست و جهانگیر هدایت (برادرزاده صادق هدایت)

امروز داشتم رباعی‌های این جوون رو می‌خوندم، چندتاشو علامت زدم که شب اومدید براتون بخونم.
آقای محمد زهرایی: کدوم جوون؟!
ـ ایرج زبردست.
برمی‌خیزد. از کتاب‌خانه، کتابی نازک را می‌آورد. ببینید پشت کتاب چی نوشتند: «ایرج زبردست بدون هیچ تردید بزرگ‌ترین رباعی سرای امروز ایران است.» بابا! این هم شد تعریف؟! بزرگ‌ترین و کوچک‌ترین که چیزی رو حل نمی‌کنه… این همه رباعی درخشان تو این کتاب هست، یکی‌شو می‌ذاشتن پشت جلد!... شروع می‌کند به خواندن:
تا بال و پر عمر به رنگ هوس است
از اوج سرازیر شدن یک‌نفس است
آن لحظه که بال زندگی می‌شکند
در چشم پرنده آسمان هم قفس است
خیلی چیزهای قشنگی تو این کتاب هست…
ما وقت نگاه را دمی دانستیم
از دانش چشم‌ها کمی دانستیم
کژتابی دست‌ها و بی‌مهری سنگ
ما آینه بودیم و نمی‌دانستیم
ببینید چطور غیرمستقیم گفته ما رو شکستند… غمگینانه می‌خواند:
ای صبح نه آبی نه سپیدیم هنوز
در شهر امید نا امیدیم هنوز
دیدی که چه کرد دست شب با من و تو؟
در باز و به دنبال کلیدیم هنوز
- این رباعی خیلی قشنگه:
در خواب، چراغ تا سحر دستم بود
در خواب کلید هر چه در، دستم بود
زیباتر از این خواب ندیدم خوابی
بیدار شدم دست تو در دستم بود
- وقت سایه خوش است… شعر خوب او را به شوق می‌آورد…
شد کوچه به کوچه جست و جو عاشق او
شد با شب و گریه رو به رو عاشق او
پایان حکایتم شنیدن دارد
من عاشق او بودم و او عاشق او…
خیلی لطیفه… واقعاً قشنگه… خیلی جوون با استعدادیه… اگه این تعارفات و پرت و پلاها خرابش نکنه…
با جملهٔ رندان جهان هم‌کیشم
خیامِ ترانه‌های پر تشویشم
انگار شراب از آسمان می‌بارد
وقتی که به چشمان تو می‌اندیشم
برگرفته از کتاب «پیر پرنیان اندیش»
به کوشش میلاد عظیمی و عاطفه طیه،
نشر سخن ۱۳۹۱، چاپ سوم، صفحات ۹۶۹ و ۹۷۰
.
اکبر اکسیر:
یکی از ویژگی‌های اخلاقی این شاعرِ شیرازنشین، فروتنی و حرف‌شنوی و نقد پذیری اوست که او را در تمام محافل و در دل تمام بزرگان ادب امروز جای داده‌است. پس این نوشته‌ها را به جای تقدیر و تشکرات رسمی دیگران می‌پذیرد تا خیامی دیگر بپاید و بماند و رباعی، آتشناک‌ترین قالب شعر امروز باشد.
پیراهن خیس ابر، تن‌پوش من است
صد باغ تبر خورده در آغوش من است
این زندگی کبود، این تلخ بنفش
زخمی‌ست که سال‌هاست بر دوش من است
برای شاعر رباعی سرا، ایرج زبردست که با تمام مشکلات زندگی اجاق رباعی ایران را در این زمستان کتاب روشن نگه داشته، موفقیت روزافزون آرزومندم و امیدوارم چشم بصیرت شعر امروز باشد و با رباعیات دلپذیر خود نبشی بزند مقبره‌ها را… و صدای صادق انسان امروز را به چهار گوشهٔ جهان پرچ کند. ایرج زبردست بی‌شک یکی از نام‌های مبارک و ماندگار رباعی در روزگار ماست، او را به یاد بسپاریم و برایش از صمیم دل بگوییم:
لب‌های تو سوره سوره تفسیر خداست
چشمان تو بی‌ریا تر از آینه‌هاست
ای سبزترین سبزترین سبزترین
سیمای تو سین هشتم سفرهٔ ماست
روزنامهٔ شرق، سال پنجم/ شمارهٔ ۱۱۷۵ ـ سه‌شنبه ۱۲ بهمن ۳۸۹

.

ایرج زبردست و دکتر باستانی پاریزی

بهاءالدین خرمشاهی این رباعی را برای ایرج زبردست سروده‌است:
| خیام زپشت پرده سرمست آمد      |  | با کوزه‌ای از ترانه در دست آمد |
| بگذشت هزاره‌ای و ما چشم به راه |  | تا نوبت ایرج زبردست آمد       |

## آثار
- باران که بیاید همه عاشق هستند
- خنده‌های خیس
- یک سبد آیینه
- حیات دوباره رباعی
- نامه‌های عاشقانه من به اوما
- شکل دیگر من
- دفی از پوست ابلیس
- شهری که در آن مرگ از آن می‌خواند
- گزیده رباعیات (انتشارات مروارید)
- ارمغان دوست؛ شعر و زندگی سید علی صالحی به کوشش ایرج زبردست (انتشارات نگاه ۱۳۹۴)

## دربارهٔ ایرج زبردست
- خیامی دیگر، گزیده رباعیات ایرج زبردست، به کوشش مریم روشن
- ترانه‌های پر تشویش، تطور و سیر مضمونی رباعی از حکیم خیام نیشابوری تا ایرج زبردست نوشته فیض الله شریفی